# Acantholycosa aborigenica
Acantholycosa aborigenica is een spinnensoort in de taxonomische indeling van de wolfspinnen (Lycosidae).
Het dier behoort tot het geslacht Acantholycosa. De wetenschappelijke naam van de soort werd voor het eerst geldig gepubliceerd in 1988 door Alexander A. Zyuzin & Yuri M. Marusik.